# Hammerum Station
Hammerum Station er en dansk jernbanestation i stationsbyen Hammerum i Midtjylland.